# Винаре (община Марибор)
Вижте пояснителната страница за други значения на Винаре.
Винаре (на словенски: Vinarje) е село в Словения, Подравски регион, община Марибор. Според Националната статистическа служба на Република Словения през 2002 г. селото има 192 жители.